# NBA 2K1
NBA 2K1 is een computerspel dat werd ontwikkeld door Visual Concepts en uitgeven door Sega. Het spel kwam op 1 november 2000 voor de Sega Dreamcast.

## Ontvangst
| Beoordeeld door       | Datum            | Score |
| --------------------- | ---------------- | ----- |
| GameSpot              | 31 oktober 2000  | 96%   |
| Da Gameboyz           | 8 juli 2004      | 92%   |
| The Video Game Critic | 12 december 2000 | 91%   |
| Gaming Age            | 2000             | 91%   |
| Game Chronicles       | 3 november 2000  | 90%   |
| IGN                   | 7 november 2000  | 88%   |
| SegaFan.com           | 8 maart 2002     | 86%   |
| GamesFirst!           | 5 december 2000  | 80%   |
| Game Vortex           | 2000             | 80%   |
| Gamekult              | 2 februari 2001  | 80%   |

## Trivia
- Op de cover van het spel staat Amerikaanse basketballer Allen Iverson die op dat moment speelde voor de Philadelphia 76ers.
- Het spel is de eerste uit de serie waarmee online gespeeld kan worden.